# Lühesand
Lühesand ist eine größtenteils unter Naturschutz stehende 124 Hektar große langgestreckte Binneninsel in der Elbe südöstlich von Stade in Niedersachsen. Auf der mit der Fähre zu erreichenden Insel liegt ein Gasthaus und ein Campingplatz.
Auf Lühesand stehen auch die mit 189 und 227 Metern sehr hohen Freileitungsmasten der Elbekreuzung 1, beziehungsweise 2. Sie sind die höchsten Freileitungsmasten Europas und gewähren in der tiefsten Stelle der durchhängenden Leitungen über der Elbe noch die geforderte Durchfahrtshöhe von 75 Metern.
Der südöstliche Teil der Insel (ca. 60 ha) ist seit 2018 Teil des Naturschutzgebiets Elbe und Inseln und wurde bis 2014 vom Naturschutzbund Deutschland (NABU) Stade betreut. In der Zeit von April bis Oktober konnten so auch Besucher die heimische Vogelwelt kennen lernen.

## Brutvögel auf Lühesand
Auf Lühesand brüten ca. 60 Vogelarten:
Amsel,
Austernfischer,
Bachstelze,
Baumpieper,
Beutelmeise,
Blässhuhn,
Blaumeise,
Bluthänfling,
Braunkehlchen,
Buchfink,
Buntspecht,
Dorngrasmücke,
Eichelhäher,
Elster,
Fasan,
Feldlerche,
Feldschwirl,
Fitis,
Gartengrasmücke,
Gartenrotschwanz,
Gelbspötter,
Graugans,
Grauschnäpper,
Grünfink,
Hausrotschwanz,
Heckenbraunelle,
Karmingimpel,
Klappergrasmücke,
Kohlmeise,
Kuckuck,
Mäusebussard,
Mönchsgrasmücke,
Nachtigall,
Neuntöter,
Nilgans,
Rebhuhn,
Ringeltaube,
Rohrammer,
Rotkehlchen,
Schnatterente,
Schwanzmeise,
Schwarzkopfmöwe (130 Paare),
Singdrossel,
Star,
Silbermöwe,
Stieglitz,
Stockente,
Sturmmöwe (3400 Paare),
Sumpfrohrsänger,
Teichralle,
Teichrohrsänger,
Turmfalke,
Wacholderdrossel,
Wanderfalke,
Wiesenpieper,
Zaunkönig,
Zilpzalp und
Zwergtaucher.